# Emmett W. Chappelle

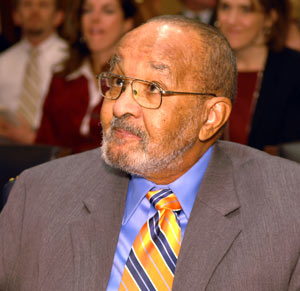
Emmett W. Chappelle, 2007

Emmett W. Chappelle (* 24. Oktober 1925 in Phoenix; † 14. Oktober 2019) war ein US-amerikanischer Wissenschaftler. Er beschäftigt sich mit Medizin, Biologie und Ernährungswissenschaften.

## Kindheit und Jugend
Chappelle wurde in Phoenix, Arizona, geboren. Bis er 12 war lebte er auf einem kleinen Bauernhof ohne Elektrizität. 1942 schloss sich Chapelle der Army an und wurde einem speziellen Trainingsprogramm zugewiesen, wo er Fähigkeiten im ingenieurwissenschaftlichen Bereich erwarb.
1946 kam er zurück und fing an auf dem Phoenix College Ingenieurwissenschaften zu studieren. Danach studierte er an der University of California, Berkeley Biologie und erwarb 1950 seinen Bachelor-Abschluss. Vier Jahre später erreichte er seinen Master-Abschluss von der University of Washington. Er studierte und arbeitete zudem an der Stanford University in Kalifornien.

## Karriere
Von 1950 bis 1953 lehrte er am Meharry Medical College in Nashville, Tennessee. Von 1953 bis 1959 arbeitete er an der Stanford University. 1958 fing er an für das Research Institute for Advanced Studies in Baltimore zu arbeiten, dass sich unter anderem mit der Raumfahrt beschäftigte. Dort stellte er fest, dass auch Pflanzen wie Algen, die sich leicht transportieren lassen, Sauerstoff herstellen. Ab 1963 arbeitete er für die Hazelton Laboratories, ab 1966 als Chemiker für die NASA.

## Auszeichnungen
Er erhielt 14 US-Patente und eine Ehrung als einer der 100 bedeutendsten afroamerikanischen Wissenschaftler des 20. Jahrhunderts.